# Aleksandr Rjazancev (hockeista su ghiaccio)
Aleksandr Vladimirovič Rjazancev (in russo Алекса́ндр Влади́мирович Ряза́нцев?; Mosca, 15 marzo 1980) è un ex hockeista su ghiaccio russo.

## Palmarès

### Mondiali
- 1 medaglia:
  - 1 bronzo (Austria 2005)